# На карті не значиться
«На карті не значиться» — кінофільм режисера Френка Нунеза, що вийшов на екрани в 2009 році.

## Зміст
Молоді хлопці вирушають на самотній острів з метою відзняти хороший матеріал та уявити себе у ролі першовідкривачів і дослідників. Їхнє бажання збувається, але не зовсім у такому вигляді — побути наодинці з природою героям не вдасться, а от небезпек і пригод на свою голову вони отримають із надлишком...

## Ролі
| Актор             | Роль |
| ----------------- | ---- |
| Елізабет Кенторе  | -    |
| Джон Хіллард      | -    |
| Ерін Хоуї         | -    |
| Майкл К. Ленсінг  | -    |
| Карлос Меза       | -    |
| Шана Монтанез     | -    |
| Деметріус Наварро | -    |
| Френк Нунез       | -    |
| Ерлінда Орозцо    | -    |
| Фредерік Сайнц    | -    |

## Знімальна група
- Режисер — Френк Нунез
- Сценарист — Джон Фуентес, Деметріус Наварро
- Продюсер — Деметріус Наварро, Джон Квон, Джон Фуентес